# Morti nel 1967
| Questa pagina contiene informazioni ricavate automaticamente dalle voci biografiche con l'ausilio del template Bio e di un bot. L'aggiornamento è periodico e automatico e ricostruisce completamente la pagina. Se manca una persona in questa lista, sei pregato di non aggiungerla, ma accertati piuttosto che la sua voce biografica contenga il template Bio e che i dati anagrafici siano correttamente compilati. Se il template Bio manca, inseriscilo tu stesso o, in alternativa, metti l'avviso {{tmp\|Bio}} che ne segnala la mancanza. Se i dati riportati sono sbagliati, correggi direttamente la voce biografica; le modifiche saranno visibili in questa lista entro pochi giorni. Per chiarimenti vedi il progetto biografie. La lista contiene solo le 1.114 persone che sono citate nell'enciclopedia e per le quali è stato implementato correttamente il template Bio. Pagina aggiornata al 18 ago 2025. |

## Gennaio(103)
- 1º gennaio - Antonio Bonezzi, calciatore argentino (n. 1931)
- 2 gennaio - Marcello Bertinetti, schermidore e arbitro di calcio italiano (n. 1885)
- 2 gennaio - Luigi Vaghi, fotografo italiano (n. 1882)
- 2 gennaio - Ramón Zabalo, calciatore spagnolo (n. 1910)
- 3 gennaio - Eugène Cordonnier, ginnasta francese (n. 1892)
- 3 gennaio - Walter Cruz, medico e scacchista brasiliano (n. 1910)
- 3 gennaio - Mary Garden, soprano britannico (n. 1874)
- 3 gennaio - E. Mason Hopper, regista, attore e sceneggiatore statunitense (n. 1885)
- 3 gennaio - Reginald Punnett, biologo e genetista britannico (n. 1875)
- 3 gennaio - Jack Ruby, criminale statunitense (n. 1911)
- 4 gennaio - Donald Campbell, pilota automobilistico britannico (n. 1921)
- 5 gennaio - Bruno Enei, docente, politico e partigiano brasiliano (n. 1908)
- 5 gennaio - Zhu Shilin, regista e sceneggiatore cinese (n. 1899)
- 6 gennaio - Antonio Flecha, cestista peruviano (n. 1912)
- 6 gennaio - Auguste Hoël, ginnasta francese (n. 1890)
- 6 gennaio - Giovanni Battista Lacchini, astronomo italiano (n. 1884)
- 6 gennaio - Mohan Shamsher Jang Bahadur Rana, politico nepalese (n. 1885)
- 6 gennaio - Ernesto Torrusio, politico e dirigente sportivo italiano (n. 1887)
- 7 gennaio - Sam Chedgzoy, calciatore e allenatore di calcio inglese (n. 1889)
- 7 gennaio - David Goodis, scrittore statunitense (n. 1917)
- 7 gennaio - Inger Klingt, schermitrice danese (n. 1890)
- 7 gennaio - Giuseppe Morpurgo, critico letterario italiano (n. 1887)
- 7 gennaio - Eino Rastas, maratoneta finlandese (n. 1894)
- 7 gennaio - Carl Schuricht, compositore e direttore d'orchestra tedesco (n. 1880)
- 8 gennaio - Zbigniew Cybulski, attore polacco (n. 1927)
- 8 gennaio - Josef Frank, architetto austriaco (n. 1885)
- 8 gennaio - Nikolaj Pavlovič Ochlopkov, attore e regista sovietico (n. 1900)
- 9 gennaio - Waldo Frank, scrittore statunitense (n. 1889)
- 9 gennaio - Errick Willis, giocatore di curling canadese (n. 1896)
- 10 gennaio - Carlo Grava, politico italiano (n. 1892)
- 11 gennaio - Maria Fromet, attrice francese (n. 1902)
- 11 gennaio - Wolfgang Zeller, compositore, direttore d'orchestra e violinista tedesco (n. 1893)
- 12 gennaio - François Milazzo, calciatore francese (n. 1934)
- 12 gennaio - Holland Smith, generale statunitense (n. 1882)
- 13 gennaio - Giancarlo Lanciani Rocca, nobile, dirigente d'azienda e politico italiano (n. 1895)
- 14 gennaio - Miklós Kállay, politico ungherese (n. 1887)
- 14 gennaio - Eugenio Medea, medico e psichiatra italiano (n. 1873)
- 14 gennaio - Hans Walter, canottiere svizzero (n. 1889)
- 15 gennaio - David Davidovič Burljuk, scrittore, pittore e giornalista russo (n. 1882)
- 15 gennaio - Lois Meredith, attrice statunitense (n. 1897)
- 15 gennaio - Annibale Ninchi, attore e drammaturgo italiano (n. 1887)
- 16 gennaio - Hugh Beaver, ingegnere sudafricano (n. 1890)
- 16 gennaio - Ettore Berra, calciatore, arbitro di calcio e giornalista italiano (n. 1889)
- 16 gennaio - Marie Majerová, scrittrice, giornalista e traduttrice ceca (n. 1882)
- 17 gennaio - Delos W. Lovelace, scrittore e giornalista statunitense (n. 1894)
- 17 gennaio - Evelyn Nesbit, modella, ballerina e attrice statunitense (n. 1884)
- 17 gennaio - Barney Ross, pugile statunitense (n. 1909)
- 18 gennaio - Harry Antrim, attore statunitense (n. 1884)
- 18 gennaio - Cesare Massini, antifascista e politico italiano (n. 1886)
- 18 gennaio - Thyde Monnier, scrittrice francese (n. 1887)
- 18 gennaio - Goose Tatum, cestista e giocatore di baseball statunitense (n. 1921)
- 19 gennaio - Grace Cunard, attrice, sceneggiatrice e regista statunitense (n. 1893)
- 19 gennaio - Harold Daniell, pilota motociclistico britannico (n. 1909)
- 19 gennaio - Paolo Puntoni, generale italiano (n. 1889)
- 19 gennaio - Taavi Tamminen, lottatore finlandese (n. 1889)
- 19 gennaio - Robert Van de Graaff, fisico e inventore statunitense (n. 1901)
- 20 gennaio - Giulio Calì, attore italiano (n. 1895)
- 20 gennaio - Giacomo Debenedetti, scrittore, saggista e critico letterario italiano (n. 1901)
- 20 gennaio - Leopoldo Gaspari, bobbista italiano (n. 1939)
- 20 gennaio - Johannes Isbrücker, ingegnere e esperantista olandese (n. 1889)
- 20 gennaio - William Watson, regista e sceneggiatore canadese (n. 1896)
- 21 gennaio - Dorotea di Sassonia-Coburgo-Koháry, principessa tedesca (n. 1881)
- 21 gennaio - Angiolo Gambaro, pedagogo, storico e presbitero italiano (n. 1883)
- 21 gennaio - Francisco Jambrina, attore e regista spagnolo (n. 1902)
- 21 gennaio - Nils Löfgren, chimico svedese (n. 1913)
- 21 gennaio - Armando Poggioli, martellista e discobolo italiano (n. 1888)
- 21 gennaio - Ann Sheridan, attrice statunitense (n. 1915)
- 22 gennaio - Idris Bell, egittologo britannico (n. 1879)
- 22 gennaio - Robert Henriques, scrittore, conduttore televisivo e allevatore britannico (n. 1905)
- 22 gennaio - Jobyna Ralston, attrice statunitense (n. 1899)
- 23 gennaio - Holcombe Ward, tennista statunitense (n. 1878)
- 24 gennaio - Ján Bakoš, arabista e traduttore slovacco (n. 1890)
- 24 gennaio - Luigi Federzoni, politico e scrittore italiano (n. 1878)
- 24 gennaio - Oliverio Girondo, poeta argentino (n. 1891)
- 25 gennaio - Ettore Bastianini, baritono italiano (n. 1922)
- 25 gennaio - Mike Devaney, mezzofondista statunitense (n. 1891)
- 25 gennaio - Ulviye Sultan, principessa ottomana (n. 1892)
- 25 gennaio - Ilario Montesi, imprenditore italiano (n. 1882)
- 25 gennaio - Vincenzo Venerosi Pesciolini, nobile e politico italiano (n. 1890)
- 26 gennaio - Alick Isaacs, virologo e medico britannico (n. 1921)
- 26 gennaio - Paul Martin, regista e sceneggiatore ungherese (n. 1899)
- 26 gennaio - Albert Rémy, attore francese (n. 1915)
- 27 gennaio - Roger Chaffee, astronauta e ingegnere statunitense (n. 1935)
- 27 gennaio - Natale Dossena, calciatore italiano (n. 1907)
- 27 gennaio - David Maxwell Fyfe, politico e giurista inglese (n. 1900)
- 27 gennaio - Gus Grissom, aviatore e astronauta statunitense (n. 1926)
- 27 gennaio - Francesco Imberti, arcivescovo cattolico italiano (n. 1882)
- 27 gennaio - Alphonse Juin, generale francese (n. 1888)
- 27 gennaio - Giovanni Schiavo, presbitero italiano (n. 1903)
- 27 gennaio - Luigi Tenco, cantautore e poeta italiano (n. 1938)
- 27 gennaio - Edward White, astronauta statunitense (n. 1930)
- 28 gennaio - Hugh Edward Blair, artista e linguista statunitense (n. 1909)
- 28 gennaio - George Nicol, velocista britannico (n. 1886)
- 29 gennaio - Leonhard Seppala, norvegese (n. 1877)
- 29 gennaio - George Stuart Robertson, tennista, discobolo e martellista britannico (n. 1872)
- 30 gennaio - Irma Pierpaoli, botanica e insegnante italiana (n. 1891)
- 31 gennaio - Otto Dibelius, vescovo tedesco (n. 1880)
- 31 gennaio - Joe Fabel, cestista statunitense (n. 1917)
- 31 gennaio - Oskar Fischinger, animatore e pittore tedesco (n. 1900)
- 31 gennaio - Poul Henningsen, architetto e designer danese (n. 1894)
- 31 gennaio - Hans-Georg Hildebrandt, generale tedesco (n. 1896)
- 31 gennaio - Karel Hradecký, calciatore boemo (n. 1885)
- 31 gennaio - Eddie Tolan, velocista statunitense (n. 1908)

## Febbraio(89)
- 1º febbraio - Giacomo Bertolio, arbitro di calcio italiano (n. 1904)
- 2 febbraio - Ted Hufton, calciatore inglese (n. 1892)
- 3 febbraio - Winifred Kingston, attrice inglese (n. 1894)
- 3 febbraio - Joe Meek, produttore discografico, tecnico del suono e compositore inglese (n. 1929)
- 3 febbraio - Fabien Sevitzky, direttore d'orchestra e contrabbassista russo (n. 1891)
- 3 febbraio - André Tulard, funzionario francese (n. 1898)
- 4 febbraio - Igo Etrich, aviatore e ingegnere austro-ungarico (n. 1879)
- 4 febbraio - Edna Sherry, scrittrice e commediografa statunitense (n. 1885)
- 4 febbraio - Herman Teirlinck, scrittore e drammaturgo belga (n. 1879)
- 4 febbraio - George Varnell, ostacolista statunitense (n. 1882)
- 5 febbraio - Xavier Eluère, pugile francese (n. 1897)
- 5 febbraio - Violeta Parra, cantautrice, poetessa e pittrice cilena (n. 1917)
- 6 febbraio - Martine Carol, attrice francese (n. 1920)
- 6 febbraio - Charles Heerey, arcivescovo cattolico e missionario irlandese (n. 1890)
- 6 febbraio - Henry Morgenthau Jr., politico statunitense (n. 1891)
- 6 febbraio - Hans Jacob Nielsen, pugile danese (n. 1899)
- 7 febbraio - Lajos Egri, drammaturgo e scrittore ungherese (n. 1888)
- 8 febbraio - Achille Marazza, politico e antifascista italiano (n. 1894)
- 8 febbraio - Tito Oro Nobili, politico italiano (n. 1882)
- 9 febbraio - Giorgio Bianchi, regista, sceneggiatore e attore italiano (n. 1904)
- 9 febbraio - Santiago Luis Copello, cardinale argentino (n. 1880)
- 9 febbraio - Ernesto Rossi, politico, giornalista e antifascista italiano (n. 1897)
- 10 febbraio - Anders Hylander, ginnasta svedese (n. 1883)
- 10 febbraio - Ralph Murphy, regista e sceneggiatore statunitense (n. 1895)
- 10 febbraio - Oliviero Pigini, imprenditore italiano (n. 1922)
- 11 febbraio - Stefano Bottari, critico d'arte italiano (n. 1907)
- 11 febbraio - Julius Ringel, generale austriaco (n. 1889)
- 11 febbraio - Edgar Röhricht, generale tedesco (n. 1892)
- 11 febbraio - Sergej Aleksandrovič Solov'ëv, calciatore, allenatore di calcio e hockeista su ghiaccio sovietico (n. 1915)
- 12 febbraio - Giovanni Mion, calciatore italiano (n. 1903)
- 12 febbraio - Muggsy Spanier, trombettista statunitense (n. 1901)
- 13 febbraio - Yoshisuke Aikawa, imprenditore e politico giapponese (n. 1880)
- 13 febbraio - Ferdinando Bosso, giornalista, politico e partigiano italiano (n. 1878)
- 13 febbraio - Forough Farrokhzad, poetessa e regista iraniana (n. 1934)
- 13 febbraio - Francesco Gianotti, architetto italiano (n. 1881)
- 13 febbraio - Abelardo Luján Rodríguez, politico e militare messicano (n. 1889)
- 13 febbraio - Antonio Prestinenza, giornalista e scrittore italiano (n. 1894)
- 13 febbraio - Josef Spacil, militare tedesco (n. 1907)
- 14 febbraio - Lawrence Beesley, scrittore e giornalista britannico (n. 1877)
- 14 febbraio - Sig Ruman, attore tedesco (n. 1884)
- 14 febbraio - Shūgorō Yamamoto, scrittore giapponese (n. 1903)
- 15 febbraio - William Christian Bullitt, diplomatico statunitense (n. 1891)
- 15 febbraio - Antonio Moreno, attore e regista spagnolo (n. 1887)
- 16 febbraio - Smiley Burnette, musicista e attore statunitense (n. 1911)
- 16 febbraio - Pietro Dodero, pittore e incisore italiano (n. 1881)
- 16 febbraio - Corrado Tumiati, medico, scrittore e giornalista italiano (n. 1885)
- 17 febbraio - Ciro Alegría, scrittore e giornalista peruviano (n. 1909)
- 17 febbraio - Sverre Blix, calciatore norvegese (n. 1885)
- 17 febbraio - Franca Boni, attrice e soprano italiana (n. 1904)
- 17 febbraio - Louise Henry, attrice statunitense (n. 1911)
- 17 febbraio - Margaret Leahy, attrice inglese (n. 1902)
- 17 febbraio - Giulio Parisio, fotografo italiano (n. 1891)
- 18 febbraio - Celestino Arena, economista italiano (n. 1890)
- 18 febbraio - Robert Leiber, presbitero, gesuita e storico tedesco (n. 1887)
- 18 febbraio - J. Robert Oppenheimer, fisico statunitense (n. 1904)
- 19 febbraio - Vincenzo Rivera, naturalista, botanico e politico italiano (n. 1890)
- 20 febbraio - Antonio Azara, magistrato e politico italiano (n. 1883)
- 20 febbraio - James L. Gordon, politico filippino (n. 1917)
- 20 febbraio - Ulderico Sergo, pugile italiano (n. 1913)
- 21 febbraio - Wolf Albach-Retty, attore austriaco (n. 1906)
- 21 febbraio - Charles Beaumont, scrittore e sceneggiatore statunitense (n. 1929)
- 21 febbraio - Jurij Viktorovič Tarič, regista cinematografico russo (n. 1885)
- 22 febbraio - Antonio Bosio, aviatore italiano (n. 1885)
- 22 febbraio - David Ferrie, aviatore statunitense (n. 1918)
- 22 febbraio - Louis Kniep, ginnasta e multiplista statunitense (n. 1876)
- 22 febbraio - Gigi Panei, alpinista italiano (n. 1914)
- 22 febbraio - Luigi Renato Sansone, politico e avvocato italiano (n. 1903)
- 23 febbraio - Pepe Arias, attore argentino (n. 1900)
- 23 febbraio - Luigi Contessi, ginnasta italiano (n. 1894)
- 23 febbraio - Andreas Rasmussen, hockeista su prato danese (n. 1893)
- 24 febbraio - Hugo van Dalen, pianista, compositore e scrittore olandese (n. 1888)
- 24 febbraio - Rocco Montana, cantante italiano (n. 1929)
- 24 febbraio - Osman Ali Khan, Asif Jah VII, principe indiano (n. 1886)
- 24 febbraio - Emilio Veratti, patologo e batteriologo italiano (n. 1872)
- 24 febbraio - Franz Waxman, compositore tedesco (n. 1906)
- 25 febbraio - Mario Longhena, politico italiano (n. 1876)
- 25 febbraio - Victor Tourneur, numismatico, storico e etnologo belga (n. 1878)
- 26 febbraio - Pier Arrigo Barnaba, politico e militare italiano (n. 1891)
- 26 febbraio - Harry McNaughton, attore inglese (n. 1896)
- 26 febbraio - Bob Millar, allenatore di calcio e calciatore scozzese (n. 1889)
- 26 febbraio - Octacílio, calciatore brasiliano (n. 1909)
- 26 febbraio - Giuseppe Paratore, avvocato e politico italiano (n. 1876)
- 26 febbraio - Angelo Rossi, pittore italiano (n. 1881)
- 26 febbraio - Max Taut, architetto tedesco (n. 1884)
- 27 febbraio - Yngvar Tørnros, calciatore norvegese (n. 1894)
- 28 febbraio - Cezaria Anna Baudouin de Courtenay Ehrenkreutz-Jędrzejewiczowa, scienziata, storica dell'arte e antropologa polacca (n. 1885)
- 28 febbraio - Dick Keith, calciatore nordirlandese (n. 1933)
- 28 febbraio - Henry Robinson Luce, giornalista e editore statunitense (n. 1898)
- 28 febbraio - Péter Tóth, schermidore ungherese (n. 1882)

## Marzo(96)
- 1º marzo - Filippo Bentivegna, scultore italiano (n. 1888)
- 1º marzo - Toine van Renterghem, calciatore olandese (n. 1885)
- 1º marzo - Pegeen Vail Guggenheim, pittrice statunitense (n. 1925)
- 2 marzo - Azorín, romanziere, saggista e critico letterario spagnolo (n. 1873)
- 2 marzo - Gino Bozza, ingegnere italiano (n. 1899)
- 2 marzo - Gordon Harker, attore britannico (n. 1885)
- 2 marzo - Hans Ledwinka, ingegnere e imprenditore austriaco (n. 1878)
- 3 marzo - Vittorio Tredici, politico italiano (n. 1892)
- 3 marzo - Mihailo Vukdragović, compositore e direttore d'orchestra serbo (n. 1900)
- 4 marzo - Mohammad Mossadeq, politico iraniano (n. 1882)
- 5 marzo - Misha Auer, attore russo (n. 1905)
- 5 marzo - Ernest Clère, calciatore francese (n. 1897)
- 5 marzo - Art Langley, hockeista su ghiaccio statunitense (n. 1896)
- 5 marzo - Georges Vanier, generale, diplomatico e politico canadese (n. 1888)
- 6 marzo - Nelson Eddy, attore statunitense (n. 1901)
- 6 marzo - Albert Gladstone, canottiere britannico (n. 1886)
- 6 marzo - Kenneth Harlan, attore statunitense (n. 1895)
- 6 marzo - George Kelly, psicologo statunitense (n. 1905)
- 6 marzo - Zoltán Kodály, compositore, linguista e filosofo ungherese (n. 1882)
- 7 marzo - Clemente Aldobrandini, III principe di Meldola, imprenditore e nobile italiano (n. 1891)
- 7 marzo - Sarra Dmitrievna Lebedeva, scultrice sovietica (n. 1892)
- 7 marzo - Karol Rómmel, militare polacco (n. 1888)
- 7 marzo - Alice Toklas, scrittrice statunitense (n. 1877)
- 8 marzo - Tom Abdo, giocatore di poker statunitense (n. 1894)
- 8 marzo - Olena Kul'čyc'ka, artista, insegnante e attivista ucraina (n. 1877)
- 8 marzo - Raniero Pasqui, tuffatore e disegnatore italiano (n. 1887)
- 9 marzo - Guido Cominotto, mezzofondista e velocista italiano (n. 1901)
- 9 marzo - Bill Hapac, cestista e allenatore di pallacanestro statunitense (n. 1918)
- 9 marzo - Evgenij Kacura, sollevatore sovietico (n. 1937)
- 9 marzo - Luigi Roccati, pittore italiano (n. 1906)
- 10 marzo - Aleksandr Vasil'evič Nadaškevič, progettista sovietico (n. 1897)
- 10 marzo - Luigi Poletti, matematico e poeta italiano (n. 1864)
- 10 marzo - Gianni Roghi, giornalista e fotografo italiano (n. 1927)
- 10 marzo - Tony Vandervell, imprenditore, dirigente d'azienda e dirigente sportivo britannico (n. 1898)
- 11 marzo - Geraldine Farrar, soprano e attrice statunitense (n. 1882)
- 11 marzo - Hanns Lothar, attore tedesco (n. 1929)
- 11 marzo - Francisco Petrone, attore argentino (n. 1902)
- 12 marzo - Roberto Vestrini, canottiere italiano (n. 1908)
- 13 marzo - Vincenzo Del Signore, vescovo cattolico italiano (n. 1881)
- 13 marzo - Ahmed Sher Khan, hockeista su prato indiano (n. 1912)
- 13 marzo - Bob Kortman, attore statunitense (n. 1887)
- 14 marzo - Max Friedrich Meyer, psicologo tedesco (n. 1873)
- 14 marzo - Enrico Porro, lottatore italiano (n. 1885)
- 15 marzo - Federico Comandini, avvocato e politico italiano (n. 1893)
- 15 marzo - Jean-Pierre Weber, calciatore lussemburghese (n. 1899)
- 16 marzo - Orazio Bernardini, ammiraglio italiano (n. 1899)
- 16 marzo - Agostino Frassinetti, pallanuotista e nuotatore italiano (n. 1897)
- 16 marzo - James Friskin, pianista e compositore scozzese (n. 1886)
- 16 marzo - Oronzo Massari, politico e avvocato italiano (n. 1889)
- 16 marzo - Luigi Signorini Corsi, avvocato e collezionista d'arte italiano (n. 1897)
- 17 marzo - Richard Reeves, attore statunitense (n. 1912)
- 17 marzo - Frank Wisbar, regista e sceneggiatore tedesco (n. 1899)
- 18 marzo - Julio Baghy, esperantista e scrittore ungherese (n. 1891)
- 18 marzo - Erick-Oskar Hansen, generale tedesco (n. 1889)
- 18 marzo - Otakar Německý, combinatista nordico, fondista e sciatore di pattuglia militare cecoslovacco (n. 1902)
- 19 marzo - Vigilio De Grassi, architetto e urbanista italiano (n. 1889)
- 19 marzo - Frederick Edgeworth Morgan, generale britannico (n. 1894)
- 20 marzo - Ludwig von Ficker, letterato e editore austriaco (n. 1880)
- 20 marzo - Mario Marcazzan, critico letterario italiano (n. 1902)
- 21 marzo - Ramón Encinas, calciatore e allenatore di calcio spagnolo (n. 1893)
- 21 marzo - Alexander Macklin, medico e esploratore britannico (n. 1889)
- 22 marzo - Nicolae Bonciocat, calciatore rumeno (n. 1898)
- 22 marzo - Rosario Pi, regista, sceneggiatrice e produttrice cinematografica spagnola (n. 1899)
- 22 marzo - Luigi Piazza, baritono italiano (n. 1884)
- 23 marzo - Antonio Bandini Buti, giornalista italiano (n. 1895)
- 23 marzo - Lalla Carlsen, attrice norvegese (n. 1889)
- 23 marzo - Gustav Deutsch, calciatore austriaco (n. 1891)
- 23 marzo - Pete Johnson, pianista statunitense (n. 1904)
- 24 marzo - Francesco Bracci, cardinale e arcivescovo cattolico italiano (n. 1879)
- 25 marzo - Renato Cellini, direttore d'orchestra italiano (n. 1912)
- 25 marzo - Johannes Itten, pittore, designer e scrittore svizzero (n. 1888)
- 26 marzo - Luigi Incoronato, scrittore e saggista italiano (n. 1920)
- 26 marzo - Wolfgang Langenbeck, chimico tedesco (n. 1899)
- 26 marzo - Giuseppe Mario Militerni, politico italiano (n. 1914)
- 26 marzo - Fritz Scheidegger, pilota motociclistico svizzero (n. 1930)
- 26 marzo - Jim Thompson, imprenditore statunitense (n. 1906)
- 26 marzo - Grigorij Žatkovič, avvocato e attivista (n. 1886)
- 27 marzo - Henri Grialou, presbitero francese (n. 1894)
- 27 marzo - Jaroslav Heyrovský, chimico cecoslovacco (n. 1890)
- 27 marzo - Nikolaj Jakovlevič Jut Zolotov, scrittore, etnologo e critico letterario russo (n. 1898)
- 27 marzo - Kathleen Innes, pacifista inglese (n. 1883)
- 29 marzo - Domenico Piccoli, aviatore italiano (n. 1882)
- 29 marzo - Giuseppe Pizzigoni, architetto italiano (n. 1901)
- 29 marzo - Fritz Schäffer, politico tedesco (n. 1888)
- 30 marzo - Casimiro Casucci, politico e antifascista italiano (n. 1885)
- 30 marzo - Enrico Lugli, generale italiano (n. 1889)
- 30 marzo - Giorgio Mortara, economista e statistico italiano (n. 1885)
- 30 marzo - Richard Ruoff, generale tedesco (n. 1883)
- 30 marzo - Gaston Strobino, maratoneta statunitense (n. 1891)
- 30 marzo - Jean Toomer, romanziere e poeta statunitense (n. 1894)
- 30 marzo - Yao Min, cantante e compositore cinese (n. 1917)
- 31 marzo - Don Alvarado, attore statunitense (n. 1904)
- 31 marzo - Sam English, calciatore nordirlandese (n. 1908)
- 31 marzo - Hieronim Feicht, musicologo polacco (n. 1894)
- 31 marzo - Rodion Jakovlevič Malinovskij, generale e politico sovietico (n. 1898)
- 31 marzo - Augusto Persico, maratoneta italiano (n. 1895)

## Aprile(75)
- 1º aprile - Émile Blanchet, arcivescovo cattolico francese (n. 1886)
- 1º aprile - Emile Decroix, ciclista su strada belga (n. 1904)
- 1º aprile - Jan van Dort, calciatore olandese (n. 1889)
- 1º aprile - Guido Horn D'Arturo, astronomo italiano (n. 1879)
- 1º aprile - Bertil Rönnmark, tiratore a segno svedese (n. 1905)
- 2 aprile - Laura Alvarado Cardozo, religiosa venezuelana (n. 1875)
- 2 aprile - Nicola Ciletti, pittore italiano (n. 1883)
- 2 aprile - Victor A. Gangelin, scenografo statunitense (n. 1899)
- 3 aprile - Joe Leson, cestista statunitense (n. 1912)
- 3 aprile - Angelo Piero Sereni, giurista italiano (n. 1908)
- 4 aprile - Guy Chamberlin, allenatore di football americano e giocatore di football americano statunitense (n. 1894)
- 4 aprile - Al Lewis, paroliere e musicista statunitense (n. 1901)
- 4 aprile - Héctor Scarone, calciatore e allenatore di calcio uruguaiano (n. 1898)
- 5 aprile - Mischa Elman, violinista statunitense (n. 1891)
- 5 aprile - Johan Falkberget, scrittore norvegese (n. 1879)
- 5 aprile - Bert Johnston, mezzofondista britannico (n. 1902)
- 5 aprile - Hermann Joseph Muller, biologo e genetista statunitense (n. 1890)
- 6 aprile - Bartolomeo Cannizzo, politico italiano (n. 1905)
- 6 aprile - Rudolf Drozd, calciatore cecoslovacco (n. 1911)
- 6 aprile - Madeleine Lafon, danzatrice francese (n. 1924)
- 7 aprile - Martin Persson Nilsson, filologo classico, grecista e storico delle religioni svedese (n. 1874)
- 8 aprile - Giuseppe Beratto, politico italiano (n. 1898)
- 9 aprile - Thomas Humphreys, mezzofondista britannico (n. 1890)
- 9 aprile - Eddie Wisbar, cestista statunitense (n. 1916)
- 10 aprile - Oscar Chisini, matematico italiano (n. 1889)
- 10 aprile - Alfred Felber, canottiere svizzero (n. 1886)
- 11 aprile - Thomas F. Farrell, generale statunitense (n. 1891)
- 12 aprile - Clemens Wilmenrod, cuoco e attore tedesco (n. 1906)
- 13 aprile - Nicole Berger, attrice francese (n. 1934)
- 13 aprile - Luis Somoza Debayle, politico nicaraguense (n. 1922)
- 14 aprile - Harold Switzer, attore statunitense (n. 1925)
- 14 aprile - Munawir di Negeri Sembilan, sovrano malese (n. 1922)
- 15 aprile - Totò, attore, comico e commediografo italiano (n. 1898)
- 15 aprile - Luigi Crespellani, politico e avvocato italiano (n. 1897)
- 15 aprile - William Ladd, medico statunitense (n. 1880)
- 15 aprile - Remo Pannain, giurista italiano (n. 1901)
- 16 aprile - Giorgio Rabbeno, generale italiano (n. 1882)
- 17 aprile - Red Allen, trombettista statunitense (n. 1906)
- 17 aprile - Giorgio Cesana, canottiere italiano (n. 1892)
- 17 aprile - Johan Hallberg, calciatore norvegese (n. 1891)
- 17 aprile - Gustav Hedenvind-Eriksson, scrittore svedese (n. 1880)
- 17 aprile - Alf Lythgoe, calciatore e allenatore di calcio inglese (n. 1907)
- 18 aprile - Friedrich Heiler, storico delle religioni, teologo e vescovo luterano tedesco (n. 1892)
- 18 aprile - Karl Miller, calciatore tedesco (n. 1913)
- 19 aprile - Konrad Adenauer, politico tedesco (n. 1876)
- 19 aprile - William Boyle, ammiraglio britannico (n. 1873)
- 19 aprile - Hellmut Maneval, calciatore tedesco (n. 1898)
- 20 aprile - Anna Fitziu, soprano statunitense (n. 1887)
- 21 aprile - André-Louis Danjon, astronomo francese (n. 1890)
- 21 aprile - Carlo Rossi, generale italiano (n. 1880)
- 22 aprile - Giovanni Ciampitti, avvocato e politico italiano (n. 1877)
- 22 aprile - Tom Conway, attore britannico (n. 1904)
- 22 aprile - Iona Timofeevič Nikitčenko, giurista e militare sovietico (n. 1895)
- 22 aprile - Jan Sajdak, filologo classico e bizantinista polacco (n. 1882)
- 23 aprile - Guido Cavani, scrittore italiano (n. 1897)
- 23 aprile - Edgar Neville, regista, scrittore e pittore spagnolo (n. 1899)
- 23 aprile - Joseph Peroteaux, schermidore francese (n. 1883)
- 24 aprile - Enrico Dante, cardinale, arcivescovo cattolico e teologo italiano (n. 1884)
- 24 aprile - Frank Overton, attore statunitense (n. 1918)
- 24 aprile - Vladimir Michajlovič Komarov, cosmonauta sovietico (n. 1927)
- 24 aprile - Thaddée Anselme Lê Hữu Từ, vescovo cattolico vietnamita (n. 1897)
- 24 aprile - Charlie Margulis, trombettista statunitense (n. 1903)
- 24 aprile - Fred C. Newmeyer, attore e regista statunitense (n. 1888)
- 24 aprile - Ida Presti, chitarrista e compositrice francese (n. 1924)
- 24 aprile - Fritz Pringsheim, giurista tedesco (n. 1882)
- 25 aprile - Joseph Boxhall, marittimo britannico (n. 1884)
- 25 aprile - Fabio Roccheggiani, pittore, allenatore di calcio e calciatore italiano (n. 1925)
- 25 aprile - James Strachey, psicoanalista inglese (n. 1887)
- 26 aprile - Jean Barré, neurologo francese (n. 1880)
- 27 aprile - Harry Bagge, allenatore di calcio e calciatore inglese (n. 1896)
- 27 aprile - Manolo Morán, attore spagnolo (n. 1905)
- 28 aprile - Benedetto De Lisi, scultore e artigiano italiano (n. 1898)
- 29 aprile - Anthony Mann, regista e attore teatrale statunitense (n. 1906)
- 29 aprile - J. B. Lenoir, chitarrista statunitense (n. 1929)
- 30 aprile - Abrahão Saliture, pallanuotista e canottiere brasiliano (n. 1884)

## Maggio(87)
- 1º maggio - Lucien Girier, generale e aviatore francese (n. 1890)
- 1º maggio - Luigi Mazzini, generale italiano (n. 1883)
- 2 maggio - Robert Daniel Carmichael, matematico statunitense (n. 1879)
- 2 maggio - Jean Picy, calciatore francese (n. 1893)
- 2 maggio - Giorgio Roletto, geografo italiano (n. 1885)
- 3 maggio - Hans Orlowski, pittore e incisore tedesco (n. 1894)
- 5 maggio - Owen Thomas Jones, geologo gallese (n. 1878)
- 5 maggio - Théodore Ruyssen, filosofo e pacifista francese (n. 1868)
- 5 maggio - Eugenio Staccione, calciatore italiano (n. 1909)
- 5 maggio - Frances Gillespy Wickes, psicologa e scrittrice statunitense (n. 1875)
- 6 maggio - Ludwig Hilberseimer, architetto e urbanista tedesco (n. 1885)
- 6 maggio - Zhou Zuoren, scrittore cinese (n. 1885)
- 6 maggio - Vittorio Zoppi, diplomatico italiano (n. 1898)
- 7 maggio - Anne Bauchens, montatrice statunitense (n. 1882)
- 7 maggio - Judith Evelyn, attrice statunitense (n. 1909)
- 7 maggio - Giuseppe Merlin, sollevatore italiano (n. 1891)
- 7 maggio - Remigio Vigliero, generale e partigiano italiano (n. 1895)
- 7 maggio - Erik Wallerius, velista svedese (n. 1878)
- 8 maggio - Alcide Bezzati, calciatore italiano (n. 1907)
- 8 maggio - John King Davis, navigatore e esploratore britannico (n. 1884)
- 8 maggio - Barbara Payton, attrice e modella statunitense (n. 1927)
- 8 maggio - Elmer Rice, regista, scrittore e drammaturgo statunitense (n. 1892)
- 9 maggio - Wallace Carlson, regista statunitense (n. 1894)
- 9 maggio - Oskar Hergt, politico e avvocato tedesco (n. 1869)
- 10 maggio - Lorenzo Bandini, pilota automobilistico italiano (n. 1935)
- 10 maggio - Enrico Mauri, presbitero italiano (n. 1883)
- 11 maggio - Arturo Cronia, linguista italiano (n. 1896)
- 11 maggio - David Galula, militare e scrittore francese (n. 1919)
- 11 maggio - Filippo Guerrieri, politico italiano (n. 1891)
- 11 maggio - Hans Latscha, rugbista a 15 tedesco (n. 1881)
- 11 maggio - Alfonso Rojo de la Vega, allenatore di pallacanestro, allenatore di calcio e dirigente sportivo messicano (n. 1895)
- 11 maggio - Nando Tamberlani, attore, scenografo e regista italiano (n. 1896)
- 12 maggio - Simone Cerdan, attrice e cantante francese (n. 1897)
- 12 maggio - John Masefield, poeta e scrittore inglese (n. 1878)
- 12 maggio - Vincenzo Savini, politico italiano (n. 1893)
- 12 maggio - Willi Winkler, calciatore tedesco (n. 1903)
- 14 maggio - Fausto Acke, ginnasta e discobolo italiano (n. 1897)
- 14 maggio - Renzo De Vecchi, calciatore e allenatore di calcio italiano (n. 1894)
- 14 maggio - Osvaldo Moles, giornalista, conduttore radiofonico e paroliere brasiliano (n. 1913)
- 14 maggio - Ernst Thommen, dirigente sportivo svizzero (n. 1899)
- 14 maggio - James Tinling, regista statunitense (n. 1889)
- 15 maggio - Rudolf Buchfelder, pallanuotista austriaco (n. 1884)
- 15 maggio - Paolo Giovanni Crida, pittore italiano (n. 1886)
- 15 maggio - Edward Hopper, pittore e illustratore statunitense (n. 1882)
- 15 maggio - Italo Mus, pittore italiano (n. 1892)
- 17 maggio - Paul E. Burns, attore statunitense (n. 1881)
- 17 maggio - Péter Palotás, calciatore ungherese (n. 1929)
- 18 maggio - Andy Clyde, attore statunitense (n. 1892)
- 18 maggio - Tobias Hainyeko, rivoluzionario namibiano (n. 1932)
- 18 maggio - Maurice Norland, mezzofondista francese (n. 1901)
- 19 maggio - Elmo Hope, pianista, compositore e arrangiatore statunitense (n. 1923)
- 19 maggio - Dušan Milošević, calciatore, nuotatore e velocista serbo (n. 1894)
- 20 maggio - Angelo Barile, poeta italiano (n. 1888)
- 20 maggio - Federico Negrotto Cambiaso, militare e politico italiano (n. 1876)
- 21 maggio - Rexhep Mitrovica, politico albanese (n. 1887)
- 21 maggio - Pietro Vassena, inventore e imprenditore italiano (n. 1897)
- 22 maggio - Aleksej Aleksandrovič Balandin, chimico sovietico (n. 1898)
- 22 maggio - Andrej Vladimirovič Frolov, regista cinematografico sovietico (n. 1909)
- 22 maggio - Willie Hall, calciatore inglese (n. 1912)
- 22 maggio - Langston Hughes, poeta, scrittore e drammaturgo statunitense (n. 1901)
- 22 maggio - Josip Plemelj, matematico sloveno (n. 1873)
- 23 maggio - Philip Coolidge, attore statunitense (n. 1908)
- 23 maggio - Rocco Cristiano, direttore di banda italiano (n. 1884)
- 23 maggio - Cino Del Duca, imprenditore, editore e produttore cinematografico italiano (n. 1899)
- 23 maggio - Santi Galimberti, politico italiano (n. 1892)
- 23 maggio - Piet Gunning, hockeista su prato olandese (n. 1913)
- 23 maggio - Peter Hansen, generale tedesco (n. 1896)
- 23 maggio - Ernst Niekisch, politico e scrittore tedesco (n. 1889)
- 23 maggio - Giacinto Rovella, politico italiano (n. 1893)
- 24 maggio - Géza Lakatos, generale e politico ungherese (n. 1890)
- 25 maggio - Giovanni Battista Bosio, arcivescovo cattolico italiano (n. 1892)
- 25 maggio - Luis Hurtado, attore spagnolo (n. 1898)
- 25 maggio - Pietro Sigismondi, arcivescovo cattolico italiano (n. 1908)
- 26 maggio - Emilio Decker, architetto italiano (n. 1892)
- 26 maggio - George E. Stone, attore polacco (n. 1903)
- 26 maggio - Gideon Ståhlberg, scacchista svedese (n. 1908)
- 27 maggio - Tilly Edinger, paleontologa tedesca (n. 1897)
- 27 maggio - Paul Henckels, attore tedesco (n. 1885)
- 28 maggio - Félix Pozo, calciatore francese (n. 1899)
- 29 maggio - George Atkinson, calciatore inglese (n. 1893)
- 29 maggio - Åke Claesson, attore svedese (n. 1889)
- 29 maggio - Raffaele Leone, politico italiano (n. 1909)
- 29 maggio - Otto Löble, calciatore tedesco (n. 1888)
- 29 maggio - Georg Wilhelm Pabst, regista, sceneggiatore e produttore cinematografico austriaco (n. 1885)
- 30 maggio - Alfred Brinckmann, scacchista tedesco (n. 1891)
- 30 maggio - Claude Rains, attore e docente britannico (n. 1889)
- 31 maggio - Billy Strayhorn, arrangiatore, compositore e pianista statunitense (n. 1915)

## Giugno(74)
- 1º giugno - Hans Bühler, cavaliere svizzero (n. 1893)
- 1º giugno - Fausto Guerzoni, attore italiano (n. 1904)
- 2 giugno - Maud MacCarthy, violinista, cantante e teosofa irlandese (n. 1882)
- 2 giugno - Benno Ohnesorg, attivista tedesco (n. 1940)
- 3 giugno - André Cluytens, direttore d'orchestra belga (n. 1905)
- 3 giugno - Arthur Tedder, generale britannico (n. 1890)
- 4 giugno - Joe Ackerley, scrittore e giornalista britannico (n. 1896)
- 5 giugno - Rino Genovese, attore italiano (n. 1905)
- 6 giugno - Ed Givens, astronauta statunitense (n. 1930)
- 6 giugno - Ergy Landau, fotografa francese (n. 1896)
- 6 giugno - Fernando Paternoster, allenatore di calcio e calciatore argentino (n. 1903)
- 7 giugno - Vincas Mykolaitis-Putinas, scrittore e poeta lituano (n. 1893)
- 7 giugno - Dorothy Parker, scrittrice, poetessa e giornalista statunitense (n. 1893)
- 8 giugno - Carola Fernán Gómez, attrice teatrale e attrice spagnola (n. 1899)
- 8 giugno - Otilia Cazimir, poetessa e scrittrice rumena (n. 1884)
- 9 giugno - Pietro Montani, pianista e compositore italiano (n. 1895)
- 9 giugno - Giorgio Nicodemi, museologo, numismatico e storico dell'arte italiano (n. 1891)
- 9 giugno - John Zander, mezzofondista svedese (n. 1890)
- 10 giugno - Frank Butler, sceneggiatore, attore e regista statunitense (n. 1890)
- 10 giugno - Aage Neutzsky-Wulff, poeta danese (n. 1891)
- 10 giugno - Joseph Elmer Ritter, cardinale e arcivescovo cattolico statunitense (n. 1892)
- 10 giugno - Spencer Tracy, attore statunitense (n. 1900)
- 11 giugno - Wolfgang Köhler, psicologo tedesco (n. 1887)
- 11 giugno - Eurith D. Rivers, politico statunitense (n. 1895)
- 11 giugno - Ernesto Ruffini, cardinale, arcivescovo cattolico e biblista italiano (n. 1888)
- 12 giugno - Eustachio Paolo Lamanna, filosofo e storico della filosofia italiano (n. 1885)
- 13 giugno - Harold Anderson, allenatore di pallacanestro statunitense (n. 1902)
- 13 giugno - Antonio De Witt, pittore italiano (n. 1876)
- 13 giugno - Desidério Hertzka, calciatore e allenatore di calcio austriaco (n. 1898)
- 13 giugno - Gerald Patterson, tennista australiano (n. 1895)
- 14 giugno - Eddie Eagan, pugile e bobbista statunitense (n. 1897)
- 14 giugno - Berta Zahourek, nuotatrice austriaca (n. 1896)
- 15 giugno - Romolo Maggi, fantino italiano (n. 1906)
- 16 giugno - Reginald Denny, attore britannico (n. 1891)
- 16 giugno - Umberto Urbani, slavista e traduttore italiano (n. 1888)
- 17 giugno - Isotta Gervasi, medico italiano (n. 1889)
- 17 giugno - Miguel Atienza, criminale spagnolo (n. 1942)
- 17 giugno - Ruth Sobotka, ballerina, attrice e pittrice statunitense (n. 1925)
- 18 giugno - Geki, pilota automobilistico italiano (n. 1937)
- 18 giugno - Nikolaj Sidorovič Vlasik, generale sovietico (n. 1896)
- 19 giugno - Abram Dangulov, allenatore di calcio e calciatore sovietico (n. 1900)
- 19 giugno - Peggy Hull, giornalista statunitense (n. 1889)
- 19 giugno - Giuseppe Hess, calciatore e dirigente sportivo italiano (n. 1885)
- 20 giugno - Hans Dittmar, velista finlandese (n. 1902)
- 20 giugno - Adrien Hébert, pittore francese (n. 1890)
- 21 giugno - Antonio Bertola, ciclista su strada e pistard italiano (n. 1914)
- 21 giugno - Luciano Fantoni, politico italiano (n. 1881)
- 21 giugno - Edward Skilton, tiratore a segno britannico (n. 1863)
- 22 giugno - Li Lisan, politico, sindacalista e militare cinese (n. 1899)
- 23 giugno - Franz Babinger, storico e turcologo tedesco (n. 1891)
- 23 giugno - Frank Edwards, giornalista e saggista statunitense (n. 1908)
- 23 giugno - Ronald Graham, ufficiale inglese (n. 1896)
- 23 giugno - Benedetto Pasquini, avvocato, politico e imprenditore italiano (n. 1899)
- 24 giugno - Mercedes Brignone, attrice italiana (n. 1885)
- 24 giugno - Tito Marrone, poeta e commediografo italiano (n. 1882)
- 24 giugno - Bortolo Zambon, generale e partigiano italiano (n. 1879)
- 25 giugno - Francesco Gentile, carabiniere italiano (n. 1930)
- 26 giugno - Francesco Antolisei, giurista italiano (n. 1882)
- 26 giugno - Françoise Dorléac, attrice francese (n. 1942)
- 26 giugno - Lorenzo Milani, presbitero, scrittore e docente italiano (n. 1923)
- 26 giugno - Leonardo Ricci, geografo italiano (n. 1877)
- 26 giugno - Pacifico Giulio Vanni, arcivescovo cattolico e missionario italiano (n. 1893)
- 27 giugno - Antonio Cifaldi, politico italiano (n. 1899)
- 28 giugno - Oskar Maria Graf, scrittore tedesco (n. 1894)
- 28 giugno - Rūdolfs Kronlaks, calciatore lettone (n. 1903)
- 28 giugno - Albert Snouck Hurgronje, calciatore olandese (n. 1903)
- 29 giugno - Primo Carnera, pugile, lottatore e attore italiano (n. 1906)
- 29 giugno - Bert Glennon, direttore della fotografia statunitense (n. 1893)
- 29 giugno - Renzo Laconi, politico italiano (n. 1916)
- 29 giugno - José Leitão de Barros, regista, sceneggiatore e montatore portoghese (n. 1896)
- 29 giugno - Jayne Mansfield, attrice e showgirl statunitense (n. 1933)
- 30 giugno - Camillo Palmerini, architetto italiano (n. 1893)
- 30 giugno - György Rozgonyi, schermidore ungherese (n. 1890)
- 30 giugno - Shukri al-Quwwatli, politico siriano (n. 1891)

## Luglio(102)
- 1º luglio - Enrico Emanuelli, scrittore e giornalista italiano (n. 1909)
- 1º luglio - Leone Gessi, pubblicista e critico letterario italiano (n. 1889)
- 1º luglio - Leonard Piontek, calciatore polacco (n. 1913)
- 1º luglio - Gerhard Ritter, storico tedesco (n. 1888)
- 1º luglio - Mabel Taylor, arciera statunitense (n. 1879)
- 2 luglio - Vasilij Stepanovič Popov, generale sovietico (n. 1894)
- 2 luglio - Raffaello Ramat, critico letterario e partigiano italiano (n. 1905)
- 2 luglio - Holman Williams, pugile statunitense (n. 1912)
- 3 luglio - Hans Fischböck, banchiere e politico austriaco (n. 1895)
- 3 luglio - Rasmus Hansen, ginnasta danese (n. 1885)
- 4 luglio - Zainal Abidin Alting, sovrano indonesiano (n. 1912)
- 4 luglio - William Fechteler, ammiraglio statunitense (n. 1896)
- 4 luglio - Henry Wells, canottiere britannico (n. 1891)
- 5 luglio - Sita Camperio Meyer, infermiera e militare italiana (n. 1877)
- 5 luglio - Pietro Fasoli, ciclista su strada italiano (n. 1891)
- 5 luglio - Ugo Luca, generale italiano (n. 1892)
- 5 luglio - Augustin Ringeval, ciclista su strada francese (n. 1882)
- 6 luglio - Floriano Ludwig, dirigente sportivo, allenatore di calcio e calciatore austriaco (n. 1882)
- 6 luglio - Jester Naefe, attrice austriaca (n. 1924)
- 6 luglio - Piero Portaluppi, architetto, urbanista e storico dell'architettura italiano (n. 1888)
- 6 luglio - Otto Trieloff, velocista tedesco (n. 1885)
- 7 luglio - Luigi Carraro, imprenditore e dirigente sportivo italiano (n. 1908)
- 7 luglio - Nguyễn Chí Thanh, generale e politico vietnamita (n. 1914)
- 8 luglio - Carl Kempe, tennista svedese (n. 1884)
- 8 luglio - Vivien Leigh, attrice britannica (n. 1913)
- 9 luglio - Fadhma Aït Mansour Amrouche, scrittrice berbera
- 9 luglio - Eugen Fischer, medico tedesco (n. 1874)
- 9 luglio - Douglas MacLean, attore, sceneggiatore e produttore cinematografico statunitense (n. 1890)
- 10 luglio - Albertine Sarrazin, scrittrice e poetessa francese (n. 1937)
- 11 luglio - John F. Hamilton, attore statunitense (n. 1893)
- 11 luglio - Angelo Monteverdi, filologo italiano (n. 1886)
- 12 luglio - Annibale Bizzelli, compositore italiano (n. 1900)
- 12 luglio - John Frederick Boyce Combe, generale britannico (n. 1895)
- 12 luglio - Fridrich Markovič Ėrmler, regista sovietico (n. 1898)
- 13 luglio - Ethel Percy Andrus, docente statunitense (n. 1884)
- 13 luglio - Mario Gianni, calciatore e allenatore di calcio italiano (n. 1902)
- 13 luglio - Tommy Lucchese, mafioso italiano (n. 1899)
- 13 luglio - Tom Simpson, ciclista su strada e pistard britannico (n. 1937)
- 14 luglio - Tudor Arghezi, scrittore romeno (n. 1880)
- 14 luglio - Mario Falangola, ammiraglio italiano (n. 1880)
- 14 luglio - Louis Marie Joseph de Goÿs de Mézeyrac, generale e aviatore francese (n. 1876)
- 14 luglio - Alojz Gradnik, poeta sloveno (n. 1882)
- 14 luglio - Giuseppe Nitti, politico e avvocato italiano (n. 1901)
- 15 luglio - Alfredo Guida, editore italiano (n. 1896)
- 16 luglio - Marguerite Harrison, giornalista, scrittrice e agente segreto statunitense (n. 1879)
- 17 luglio - Italo Alaimo, calciatore italiano (n. 1938)
- 17 luglio - John Coltrane, sassofonista e compositore statunitense (n. 1926)
- 17 luglio - Giuseppe Marchi, calciatore e allenatore di calcio italiano (n. 1904)
- 17 luglio - Gertrude McCoy, attrice statunitense (n. 1890)
- 17 luglio - Enzo Petito, attore italiano (n. 1897)
- 17 luglio - Edzard Jacob van Holthe, ammiraglio olandese (n. 1896)
- 18 luglio - Humberto de Alencar Castelo Branco, generale e politico brasiliano (n. 1897)
- 18 luglio - Hans Kroh, generale tedesco (n. 1907)
- 18 luglio - Juan Luque de Serrallonga, allenatore di calcio e calciatore spagnolo (n. 1882)
- 18 luglio - Paul Rassinier, scrittore e politico francese (n. 1906)
- 18 luglio - William Tracy, attore statunitense (n. 1917)
- 18 luglio - Nico de Wolf, calciatore olandese (n. 1887)
- 19 luglio - Guido Carlo Visconti di Modrone, nobile, imprenditore e politico italiano (n. 1881)
- 20 luglio - Lewis Brereton, aviatore e generale statunitense (n. 1890)
- 20 luglio - Fikret Mualla Saygi, pittore turco (n. 1903)
- 20 luglio - Morris Swadesh, linguista statunitense (n. 1909)
- 20 luglio - Aloys Wenzl, filosofo, scrittore e docente tedesco (n. 1887)
- 21 luglio - Jimmie Foxx, giocatore di baseball statunitense (n. 1907)
- 21 luglio - András Littay, generale ungherese (n. 1884)
- 21 luglio - Albert John Luthuli, politico sudafricano (n. 1898)
- 21 luglio - Gaetano Martino, politico e medico italiano (n. 1900)
- 21 luglio - Basil Rathbone, attore britannico (n. 1892)
- 21 luglio - Willard Rice, hockeista su ghiaccio statunitense (n. 1895)
- 22 luglio - Tiberio Evoli, medico e politico italiano (n. 1872)
- 22 luglio - Lajos Kassák, scrittore, artista e giornalista ungherese (n. 1887)
- 22 luglio - Günter Klass, pilota automobilistico e pilota di rally tedesco (n. 1936)
- 22 luglio - Sarah Rector, statunitense (n. 1902)
- 22 luglio - John L. Russell, direttore della fotografia statunitense (n. 1905)
- 22 luglio - Carl Sandburg, poeta statunitense (n. 1878)
- 22 luglio - Alessandro Trotter, botanico e entomologo italiano (n. 1874)
- 23 luglio - Cristoforo II di Alessandria, vescovo ortodosso greco (n. 1876)
- 23 luglio - Ugo Donati, scrittore e giornalista svizzero (n. 1891)
- 23 luglio - Gustav Renker, scrittore svizzero (n. 1889)
- 24 luglio - Joseph-Léon Cardijn, cardinale e arcivescovo cattolico belga (n. 1882)
- 24 luglio - Ernestas Galvanauskas, politico lituano (n. 1882)
- 24 luglio - Pietro Pressinotti, politico italiano (n. 1906)
- 24 luglio - Thomas Tien Ken-sin, cardinale e arcivescovo cattolico cinese (n. 1890)
- 25 luglio - Luciano Granzotto Basso, politico italiano (n. 1884)
- 26 luglio - Milán Füst, scrittore, drammaturgo e poeta ungherese (n. 1888)
- 27 luglio - Veljko Petrović, poeta e scrittore serbo (n. 1884)
- 28 luglio - Evaristo Breccia, egittologo italiano (n. 1876)
- 28 luglio - Doggie Julian, allenatore di pallacanestro statunitense (n. 1901)
- 28 luglio - Harald Julin, pallanuotista e nuotatore svedese (n. 1890)
- 28 luglio - Werner Marcks, generale tedesco (n. 1896)
- 29 luglio - Nanni Bertorelli, attore italiano (n. 1940)
- 29 luglio - Luigi Michelotti, giornalista italiano (n. 1879)
- 29 luglio - Angelo Paino, arcivescovo cattolico italiano (n. 1870)
- 29 luglio - Aleksander Wat, scrittore e poeta polacco (n. 1900)
- 30 luglio - Antonin-Fernand Drapier, arcivescovo cattolico francese (n. 1891)
- 30 luglio - Vlastimil Kopecký, calciatore cecoslovacco (n. 1912)
- 30 luglio - Alfried Krupp von Bohlen und Halbach, imprenditore tedesco (n. 1907)
- 30 luglio - Matteo Sciambra, presbitero italiano (n. 1914)
- 30 luglio - Valentín Uriona, ciclista su strada spagnolo (n. 1940)
- 31 luglio - Angelo Frattini, giornalista, scrittore e pittore italiano (n. 1896)
- 31 luglio - Margaret Kennedy, scrittrice e drammaturga britannica (n. 1896)
- 31 luglio - Richard Klein, artista tedesco (n. 1890)
- 31 luglio - Kálmán Székány, allenatore di calcio ungherese (n. 1885)

## Agosto(82)
- 1º agosto - Konrad von Alberti, generale tedesco (n. 1894)
- 1º agosto - Adrien Arcand, giornalista e politico canadese (n. 1899)
- 1º agosto - Richard Kuhn, biochimico tedesco (n. 1900)
- 2 agosto - Vincenzo Azzolini, banchiere italiano (n. 1881)
- 2 agosto - Carlo Parmeggiani, pittore e illustratore italiano (n. 1881)
- 2 agosto - Pietro Povero, calciatore italiano (n. 1899)
- 3 agosto - Paul Löbe, politico e giornalista tedesco (n. 1875)
- 3 agosto - Luisella Visconti, doppiatrice, attrice e modella italiana (n. 1928)
- 4 agosto - Alberto Bayo, generale, scrittore e poeta cubano (n. 1892)
- 4 agosto - Frank DeSimone, mafioso statunitense (n. 1909)
- 4 agosto - Benoît Falchetto, pilota automobilistico francese (n. 1885)
- 5 agosto - György Bródy, pallanuotista ungherese (n. 1908)
- 6 agosto - Aniceto Chiappini, religioso e storico italiano (n. 1886)
- 6 agosto - Clifford McEwen, aviatore canadese (n. 1896)
- 6 agosto - Giovanni Stracuzzi, calciatore, allenatore di calcio e dirigente sportivo italiano (n. 1901)
- 7 agosto - Giovanni Persico, politico italiano (n. 1878)
- 8 agosto - Jaromír Weinberger, compositore cecoslovacco (n. 1896)
- 9 agosto - Gerónimo del Campo, calciatore spagnolo (n. 1902)
- 9 agosto - Joe Orton, drammaturgo inglese (n. 1933)
- 9 agosto - Cesare Rossi, sindacalista, giornalista e politico italiano (n. 1887)
- 9 agosto - Anton Walbrook, attore austriaco (n. 1896)
- 10 agosto - Vittorio Valletta, dirigente d'azienda italiano (n. 1883)
- 11 agosto - Marguerite Bertsch, sceneggiatrice e regista statunitense (n. 1889)
- 11 agosto - Gino Buzzanca, attore italiano (n. 1912)
- 12 agosto - Salvatore Ballo Guercio, vescovo cattolico italiano (n. 1880)
- 12 agosto - Esther Forbes, storica e scrittrice statunitense (n. 1891)
- 12 agosto - Antonio Pesenti, politico e imprenditore italiano (n. 1880)
- 13 agosto - Jane Darwell, attrice statunitense (n. 1879)
- 13 agosto - Trygve Pedersen, velista norvegese (n. 1884)
- 14 agosto - Bob Anderson, pilota motociclistico e pilota automobilistico britannico (n. 1931)
- 15 agosto - Sidney Cottle, aviatore sudafricano (n. 1892)
- 15 agosto - Henry Furst, giornalista, scrittore e traduttore statunitense (n. 1893)
- 15 agosto - George Lloyd, attore statunitense (n. 1892)
- 15 agosto - René Magritte, pittore belga (n. 1898)
- 15 agosto - Manuel Prado Ugarteche, politico e banchiere peruviano (n. 1889)
- 17 agosto - Giuseppe Pagano, magistrato italiano (n. 1877)
- 18 agosto - Alice Dreossi, pittrice italiana (n. 1882)
- 18 agosto - Gustave Fahy, ginnasta francese (n. 1880)
- 18 agosto - Stefan Rosenbauer, schermidore tedesco (n. 1896)
- 19 agosto - Isaac Deutscher, giornalista, scrittore e storico polacco (n. 1907)
- 19 agosto - Hugo Gernsback, inventore, editore e scrittore lussemburghese (n. 1884)
- 20 agosto - Walter Krueger, generale statunitense (n. 1881)
- 21 agosto - Enrico Marchesano, dirigente d'azienda italiano (n. 1894)
- 22 agosto - José Brachi, calciatore uruguaiano (n. 1892)
- 22 agosto - Pëtr Aleksandrovič Krivonogov, pittore russo (n. 1910)
- 22 agosto - Gregory Goodwin Pincus, biologo statunitense (n. 1903)
- 22 agosto - Pëtr Afanas'evič Pokryšev, aviatore e militare sovietico (n. 1914)
- 22 agosto - William Scott, attore statunitense (n. 1893)
- 22 agosto - Sanzō Wada, costumista e pittore giapponese (n. 1883)
- 23 agosto - Georges Berger, pilota automobilistico belga (n. 1918)
- 23 agosto - Nate Cartmell, velocista, cestista e allenatore di pallacanestro statunitense (n. 1883)
- 24 agosto - Hermann Grapow, egittologo tedesco (n. 1885)
- 24 agosto - Henry John Kaiser, ingegnere, imprenditore e filantropo statunitense (n. 1882)
- 24 agosto - Giuseppe Lecchi, liutaio italiano (n. 1895)
- 24 agosto - Constance Titus, canottiere statunitense (n. 1873)
- 25 agosto - Stanley Bruce, politico australiano (n. 1883)
- 25 agosto - Margarete Himmler, infermiera tedesca (n. 1893)
- 25 agosto - Jean Manse, sceneggiatore e paroliere francese (n. 1899)
- 25 agosto - Paul Muni, attore statunitense (n. 1895)
- 25 agosto - George Lincoln Rockwell, politico statunitense (n. 1918)
- 26 agosto - Franz Fichta, calciatore austriaco (n. 1892)
- 26 agosto - Helen Gwynne-Vaughan, botanica e micologa inglese (n. 1879)
- 27 agosto - Henri-Georges Adam, scultore e pittore francese (n. 1904)
- 27 agosto - William Hawley Bowlus, ingegnere, progettista e imprenditore statunitense (n. 1896)
- 27 agosto - Brian Epstein, imprenditore inglese (n. 1934)
- 27 agosto - Väinö Kokkinen, lottatore finlandese (n. 1899)
- 28 agosto - Maurice Elvey, regista, sceneggiatore e produttore cinematografico inglese (n. 1887)
- 28 agosto - Jim Hilgemann, cestista statunitense (n. 1916)
- 28 agosto - Bruce Smith, giocatore di football americano statunitense (n. 1920)
- 29 agosto - Malcolm Brown, scenografo statunitense (n. 1903)
- 29 agosto - Kurt Heissmeyer, medico e criminale di guerra tedesco (n. 1905)
- 29 agosto - George Webber, direttore della fotografia canadese (n. 1876)
- 30 agosto - Richard Eugene Cheney, compositore di scacchi statunitense (n. 1908)
- 30 agosto - Jean Deyrolle, pittore francese (n. 1911)
- 30 agosto - Willi Kund, calciatore tedesco (n. 1908)
- 30 agosto - Marcel Lobelle, ingegnere belga (n. 1893)
- 30 agosto - Samuel Mosberg, pugile statunitense (n. 1896)
- 30 agosto - Ad Reinhardt, pittore statunitense (n. 1913)
- 31 agosto - Haydée Tamara Bunke Bider, rivoluzionaria e guerrigliera argentina (n. 1937)
- 31 agosto - Il'ja Grigor'evič Ėrenburg, giornalista e scrittore sovietico (n. 1891)
- 31 agosto - Trude Hesterberg, attrice tedesca (n. 1892)
- 31 agosto - Michail Prokof'evič Kovalëv, generale sovietico (n. 1897)

## Settembre(95)
- 1º settembre - Ilse Koch, criminale di guerra tedesca (n. 1906)
- 1º settembre - Émile Kolb, calciatore lussemburghese (n. 1902)
- 1º settembre - Alberto Mantelli, musicologo e critico musicale italiano (n. 1909)
- 1º settembre - Siegfried Sassoon, poeta e militare inglese (n. 1886)
- 1º settembre - Harry Storer Jr., calciatore, allenatore di calcio e crickettista inglese (n. 1898)
- 2 settembre - Elizabeth Daly, scrittrice statunitense (n. 1878)
- 2 settembre - Philip Sainton, compositore, violinista e direttore d'orchestra inglese (n. 1891)
- 3 settembre - James Dunn, attore statunitense (n. 1901)
- 3 settembre - Mohammed bin Laden, imprenditore yemenita (n. 1908)
- 3 settembre - Francis Ouimet, golfista statunitense (n. 1893)
- 3 settembre - Vittorio Peglion, agronomo e politico italiano (n. 1873)
- 3 settembre - Juliusz Rómmel, generale polacco (n. 1881)
- 4 settembre - Joseph Beerli, bobbista svizzero (n. 1901)
- 4 settembre - Armando Businco, medico italiano (n. 1886)
- 4 settembre - Ricardo Ornelas, giornalista, calciatore e allenatore di calcio portoghese (n. 1899)
- 4 settembre - Jaroslav Vlček, calciatore cecoslovacco (n. 1900)
- 5 settembre - Biagio Lammoglia, militare italiano (n. 1891)
- 5 settembre - Eddie Malanowicz, cestista e allenatore di pallacanestro statunitense (n. 1910)
- 5 settembre - Vilho Tuulos, triplista finlandese (n. 1895)
- 6 settembre - Egidio Anceschi, calciatore italiano (n. 1897)
- 6 settembre - Albert Ingham, matematico britannico (n. 1900)
- 6 settembre - Jacques Zwobada, scultore e pittore francese (n. 1900)
- 7 settembre - Werner Kreipe, generale tedesco (n. 1904)
- 7 settembre - Azzo Passalacqua, generale italiano (n. 1885)
- 7 settembre - Rex Stewart, trombettista statunitense (n. 1907)
- 8 settembre - Donald Ewen Cameron, psichiatra statunitense (n. 1901)
- 8 settembre - Kira Kirillovna Romanova, principessa russa (n. 1909)
- 9 settembre - Andrea Alfano, pittore e poeta italiano (n. 1879)
- 9 settembre - Helen Flint, attrice statunitense (n. 1898)
- 9 settembre - Ernesto Picchioni, serial killer italiano (n. 1906)
- 9 settembre - Harry Hines Woodring, politico statunitense (n. 1890)
- 10 settembre - Stanley Stanger, aviatore canadese (n. 1894)
- 11 settembre - Mario Busca, politico e giurista italiano (n. 1882)
- 11 settembre - Pietrangelo Cavicchia, politico statunitense (n. 1879)
- 12 settembre - Vladimir Bartol, scrittore sloveno (n. 1903)
- 12 settembre - Mirko Gruden, allenatore di calcio e calciatore italiano (n. 1911)
- 13 settembre - Felice Brunetti, medico, calciatore e arbitro di calcio italiano (n. 1889)
- 13 settembre - André Declerck, ciclista su strada e pistard belga (n. 1919)
- 13 settembre - Varian Fry, giornalista statunitense (n. 1907)
- 13 settembre - Robert George, generale e politico britannico (n. 1896)
- 14 settembre - ʿAbd al-Ḥakīm ʿĀmir, generale e politico egiziano (n. 1919)
- 14 settembre - Rupert Guinness, II conte di Iveagh, politico e filantropo irlandese (n. 1874)
- 14 settembre - Umberto Onorato, disegnatore, scenografo e giornalista italiano (n. 1898)
- 15 settembre - Eugenio Colmo, pittore e illustratore italiano (n. 1885)
- 15 settembre - Frank Stenton, storico britannico (n. 1880)
- 16 settembre - Pavlo Tyčyna, poeta e politico sovietico (n. 1891)
- 17 settembre - Jerzy Dąbrowski, ingegnere polacco (n. 1899)
- 17 settembre - Charley Johnson, lottatore statunitense (n. 1887)
- 17 settembre - Geoffrey Keyes, generale statunitense (n. 1888)
- 17 settembre - Gastone Pierini, sollevatore italiano (n. 1899)
- 17 settembre - Jean Rolland, pilota di rally e pilota automobilistico francese (n. 1935)
- 17 settembre - Paul Schebesta, religioso, antropologo e linguista tedesco (n. 1887)
- 17 settembre - Werner Schulz, calciatore tedesco (n. 1917)
- 17 settembre - Adrienne von Speyr, mistica, medico e scrittrice svizzera (n. 1902)
- 17 settembre - Agapios Tomboulis, musicista e cantante greco (n. 1884)
- 18 settembre - John Douglas Cockcroft, fisico britannico (n. 1897)
- 19 settembre - Piero Gilli, calciatore italiano (n. 1897)
- 19 settembre - Ester Pirami, psichiatra e scrittrice italiana (n. 1890)
- 19 settembre - Gino Romiti, pittore italiano (n. 1881)
- 19 settembre - Zinaida Serebrjakova, pittrice russa (n. 1884)
- 20 settembre - Ezio Corlaita, ciclista su strada italiano (n. 1889)
- 21 settembre - George Garbutt, hockeista su ghiaccio canadese (n. 1903)
- 21 settembre - Oddone Piazza, pugile italiano (n. 1908)
- 22 settembre - Luigi Chatrian, generale e politico italiano (n. 1891)
- 22 settembre - Harald Quandt, imprenditore e aviatore tedesco (n. 1921)
- 22 settembre - Cesare Vittorelli, funzionario e prefetto italiano (n. 1886)
- 23 settembre - Giovanni Barrella, attore, commediografo e poeta italiano (n. 1884)
- 23 settembre - José Degrossi, dirigente sportivo argentino
- 23 settembre - Boots Mussulli, sassofonista, clarinettista e direttore d'orchestra statunitense (n. 1915)
- 23 settembre - Wilhelm Rupprecht, generale tedesco (n. 1890)
- 23 settembre - Stanislaus Zbyszko, wrestler e strongman polacco (n. 1879)
- 24 settembre - Adolfo Barberis, presbitero italiano (n. 1884)
- 25 settembre - Stuff Smith, violinista statunitense (n. 1909)
- 25 settembre - Stanisław Sosabowski, generale polacco (n. 1892)
- 25 settembre - Lota de Macedo Soares, architetta, designer e urbanista brasiliana (n. 1910)
- 26 settembre - Heinrich Brandler, politico, sindacalista e scrittore tedesco (n. 1881)
- 26 settembre - Emanuele Pugliese, generale italiano (n. 1874)
- 26 settembre - Ivan Regent, rivoluzionario, politico e giornalista jugoslavo (n. 1884)
- 26 settembre - Armand Schaefer, produttore cinematografico e regista canadese (n. 1898)
- 27 settembre - Tótila Albert Schneider, artista e filosofo cileno (n. 1892)
- 27 settembre - Mildred Bright, attrice statunitense (n. 1892)
- 27 settembre - Robert van Gulik, scrittore, diplomatico e orientalista olandese (n. 1910)
- 27 settembre - Feliks Feliksovič Jusupov, nobile russo (n. 1887)
- 27 settembre - James Learmonth, chirurgo scozzese (n. 1895)
- 27 settembre - Hilla von Rebay, artista tedesca (n. 1890)
- 27 settembre - Robert Tryon, psicologo e statistico statunitense (n. 1901)
- 29 settembre - Henri Amand, rugbista a 15, arbitro di rugby a 15 e dirigente sportivo francese (n. 1873)
- 29 settembre - Ludwig Donath, attore austriaco (n. 1900)
- 29 settembre - Carson McCullers, scrittrice e drammaturga statunitense (n. 1917)
- 30 settembre - Aleksander Birkenmajer, storico polacco (n. 1890)
- 30 settembre - Filippo Foti, militare italiano (n. 1916)
- 30 settembre - Alfred Gause, generale tedesco (n. 1896)
- 30 settembre - Joseph Gruber, calciatore e allenatore di calcio austriaco (n. 1912)
- 30 settembre - Edoardo Martini, militare italiano (n. 1923)
- 30 settembre - Guido Tallone, pittore italiano (n. 1894)

## Ottobre(80)
- 1º ottobre - Pietro Cimara, direttore d'orchestra, pianista e compositore italiano (n. 1887)
- 1º ottobre - Ugo Perinelli, partigiano e politico italiano (n. 1917)
- 2 ottobre - Ercole Ercole, generale, aviatore e militare italiano (n. 1887)
- 2 ottobre - Albertina Rasch, danzatrice, coreografa e attrice austriaca (n. 1891)
- 2 ottobre - Hans Reissner, fisico e ingegnere aeronautico tedesco (n. 1874)
- 3 ottobre - Pinto Colvig, attore e doppiatore statunitense (n. 1892)
- 3 ottobre - Pietro Grammatico, politico italiano (n. 1885)
- 3 ottobre - Woody Guthrie, musicista, cantautore e scrittore statunitense (n. 1912)
- 3 ottobre - Vilhelm Jørgensen, calciatore danese (n. 1897)
- 3 ottobre - Malcolm Sargent, direttore d'orchestra, organista e compositore britannico (n. 1895)
- 4 ottobre - Edmond Novicki, calciatore francese (n. 1912)
- 4 ottobre - Guglielmo Zorzi, commediografo, regista e sceneggiatore italiano (n. 1879)
- 5 ottobre - Clifton Williams, astronauta statunitense (n. 1932)
- 6 ottobre - Sigurd Moen, pattinatore di velocità su ghiaccio norvegese (n. 1897)
- 7 ottobre - Norman Angell, politico e saggista britannico (n. 1872)
- 7 ottobre - Michele De Pietro, politico e avvocato italiano (n. 1884)
- 7 ottobre - Victor Hammer, pittore, incisore e tipografo austriaco (n. 1882)
- 7 ottobre - Thor Henning, nuotatore svedese (n. 1894)
- 7 ottobre - Ina Tosi, scrittrice italiana (n. 1879)
- 8 ottobre - Clement Attlee, politico e militare britannico (n. 1883)
- 8 ottobre - Philip Hicks, militare britannico (n. 1895)
- 9 ottobre - Gordon Allport, psicologo statunitense (n. 1897)
- 9 ottobre - Antonio Avena, storico italiano (n. 1882)
- 9 ottobre - Simeon Cuba Sarabia, rivoluzionario boliviano (n. 1935)
- 9 ottobre - José Fossa, calciatore argentino (n. 1902)
- 9 ottobre - Hans Gruber, calciatore tedesco (n. 1905)
- 9 ottobre - Che Guevara, rivoluzionario, guerrigliero e scrittore argentino (n. 1928)
- 9 ottobre - Cyril Norman Hinshelwood, chimico britannico (n. 1897)
- 9 ottobre - Takatsugu Jōjima, ammiraglio giapponese (n. 1890)
- 9 ottobre - André Maurois, romanziere, saggista e storico francese (n. 1885)
- 9 ottobre - Joseph Pilates, insegnante e imprenditore tedesco (n. 1883)
- 9 ottobre - François Spirito, criminale italiano (n. 1900)
- 9 ottobre - Edith Storey, attrice statunitense (n. 1892)
- 10 ottobre - Vyvyan Holland, scrittore e traduttore inglese (n. 1886)
- 10 ottobre - Frank Keaney, allenatore di pallacanestro statunitense (n. 1886)
- 10 ottobre - Simo Puupponen, scrittore e giornalista finlandese (n. 1915)
- 10 ottobre - Ercole Ronco, militare italiano (n. 1890)
- 10 ottobre - Johann Studnicka, allenatore di calcio e calciatore austriaco (n. 1883)
- 11 ottobre - Ugo Costamagna, generale italiano (n. 1894)
- 11 ottobre - Henri Guérin, schermidore francese (n. 1905)
- 11 ottobre - Stanley Morison, tipografo britannico (n. 1889)
- 11 ottobre - Halina Poświatowska, poetessa polacca (n. 1935)
- 12 ottobre - Günther Blumentritt, generale tedesco (n. 1892)
- 12 ottobre - Nat Pendleton, lottatore e attore statunitense (n. 1895)
- 13 ottobre - Mario Giumanini, dirigente sportivo e calciatore italiano (n. 1892)
- 13 ottobre - Georges Sadoul, storico del cinema e critico cinematografico francese (n. 1904)
- 14 ottobre - Marcel Aymé, scrittore francese (n. 1902)
- 14 ottobre - Folke Kirkemo, calciatore norvegese (n. 1899)
- 15 ottobre - Luigi Meroni, calciatore italiano (n. 1943)
- 16 ottobre - Friedrich Gogarten, teologo tedesco (n. 1887)
- 16 ottobre - Carl Clarence Kiess, astronomo statunitense (n. 1887)
- 16 ottobre - Tsuneo Tomita, scrittore giapponese (n. 1904)
- 17 ottobre - Pu Yi, imperatore cinese (n. 1906)
- 17 ottobre - Giuseppe Dalla Torre, giornalista italiano (n. 1885)
- 18 ottobre - Richard McCreery, generale britannico (n. 1898)
- 19 ottobre - Herman Hack, attore statunitense (n. 1899)
- 19 ottobre - Roger Masson, militare svizzero (n. 1894)
- 20 ottobre - Riccardo Fabbri, politico e sindacalista italiano (n. 1920)
- 20 ottobre - Jean-Henri Humbert, esploratore e botanico francese (n. 1887)
- 20 ottobre - Paul Voyeux, calciatore francese (n. 1884)
- 20 ottobre - Shigeru Yoshida, politico giapponese (n. 1878)
- 21 ottobre - Ejnar Hertzsprung, astronomo e chimico danese (n. 1873)
- 21 ottobre - Bayes Norton, velocista statunitense (n. 1903)
- 22 ottobre - Eugénie Cotton, scienziata francese (n. 1881)
- 23 ottobre - Antonio Ciamarra, militare italiano (n. 1891)
- 23 ottobre - Einar Karlsson, calciatore svedese (n. 1909)
- 23 ottobre - Emanuele Zuccato, scrittore italiano (n. 1899)
- 24 ottobre - René Génin, attore francese (n. 1890)
- 25 ottobre - Arturo Burato, politico italiano (n. 1898)
- 25 ottobre - Heinrich Eduard Jacob, giornalista, scrittore e drammaturgo tedesco (n. 1889)
- 25 ottobre - Guillermo Lovell, pugile argentino (n. 1918)
- 25 ottobre - Árpád Vajda, scacchista ungherese (n. 1896)
- 27 ottobre - Robert Carmody, pugile statunitense (n. 1938)
- 27 ottobre - Giacomo Roseo, calciatore, dirigente d'azienda e dirigente sportivo italiano (n. 1889)
- 27 ottobre - Kurt Schneider, psichiatra tedesco (n. 1887)
- 29 ottobre - Julien Duvivier, regista, sceneggiatore e produttore cinematografico francese (n. 1896)
- 30 ottobre - Remo Ranieri, dirigente d'azienda italiano (n. 1894)
- 30 ottobre - Luigi Stabilini, ingegnere italiano (n. 1896)
- 31 ottobre - Alberto Corazza, calciatore italiano (n. 1930)
- 31 ottobre - Camillo Sbarbaro, poeta, scrittore e aforista italiano (n. 1888)

## Novembre(81)
- 1º novembre - Silvio Gai, economista, dirigente d'azienda e politico italiano (n. 1873)
- 1º novembre - Benita Hume, attrice inglese (n. 1906)
- 1º novembre - Olga Raphael-Linden, attrice, pittrice e scrittrice svedese (n. 1887)
- 1º novembre - Enrico Viarisio, attore italiano (n. 1897)
- 2 novembre - Otto Kähler, ammiraglio tedesco (n. 1894)
- 2 novembre - Jimmy Robinson, attore statunitense (n. 1918)
- 3 novembre - Alexander Aitken, matematico e statistico neozelandese (n. 1895)
- 3 novembre - Clare Hoffman, politico statunitense (n. 1875)
- 5 novembre - Joseph Kesselring, drammaturgo statunitense (n. 1902)
- 5 novembre - Massimo IV Saigh, cardinale e patriarca cattolico siriano (n. 1878)
- 5 novembre - Robert Nighthawk, cantante e musicista statunitense (n. 1909)
- 6 novembre - Giuseppe Boattini, architetto e pittore italiano (n. 1893)
- 6 novembre - Jean Dufay, astronomo e astrofisico francese (n. 1896)
- 7 novembre - Alberto Cavaliere, poeta, giornalista e politico italiano (n. 1897)
- 7 novembre - John Nance Garner, politico statunitense (n. 1868)
- 7 novembre - Nils von Kantzow, ginnasta svedese (n. 1885)
- 7 novembre - Sammy Mandell, pugile statunitense (n. 1904)
- 7 novembre - John Alden Mason, antropologo, archeologo e linguista statunitense (n. 1885)
- 7 novembre - Arturo Pascal, storico e letterato italiano (n. 1887)
- 7 novembre - Anton Pažický, calciatore slovacco (n. 1919)
- 7 novembre - Ian Raby, pilota automobilistico britannico (n. 1921)
- 7 novembre - Alessandro Del Torso, skeletonista e dirigente sportivo italiano (n. 1883)
- 8 novembre - Alberto Carosi, pittore italiano (n. 1891)
- 8 novembre - Maria Melita di Hohenlohe-Langenburg, principessa tedesca (n. 1899)
- 9 novembre - Charles Bickford, attore statunitense (n. 1891)
- 9 novembre - Jack Foley, produttore cinematografico, regista e umorista statunitense (n. 1891)
- 9 novembre - Dick Howard, ostacolista statunitense (n. 1935)
- 10 novembre - Ida Cox, cantante statunitense (n. 1896)
- 11 novembre - Lester Randolph Ford Sr., matematico statunitense (n. 1886)
- 11 novembre - Mátyás Korányi, calciatore ungherese (n. 1910)
- 12 novembre - Otello Abbruciati, pugile italiano (n. 1909)
- 12 novembre - Angelo Di Carlo, militare e mafioso italiano (n. 1891)
- 12 novembre - Alberto Hidalgo, poeta e scrittore peruviano (n. 1897)
- 13 novembre - Harriet Cohen, pianista britannica (n. 1895)
- 13 novembre - Archibald Nye, generale britannico (n. 1895)
- 13 novembre - Enrique Ruiz Guiñazú, diplomatico e politico argentino (n. 1882)
- 14 novembre - Martin Kohlroser, generale tedesco (n. 1905)
- 15 novembre - Michael Adams, aviatore e astronauta statunitense (n. 1930)
- 15 novembre - Ernle Chatfield, ammiraglio britannico (n. 1873)
- 15 novembre - Alice Lake, attrice statunitense (n. 1895)
- 16 novembre - Phil Boyd, canottiere canadese (n. 1876)
- 17 novembre - Bo Bergman, scrittore, poeta e critico letterario svedese (n. 1869)
- 17 novembre - Rose Bowes-Lyon, contessa Granville, nobildonna scozzese (n. 1890)
- 17 novembre - Vincenzo Di Donato, compositore e violoncellista italiano (n. 1887)
- 17 novembre - August Fager, mezzofondista statunitense (n. 1891)
- 19 novembre - Aristide Carapelle, magistrato e politico italiano (n. 1878)
- 19 novembre - Kazimierz Funk, chimico polacco (n. 1884)
- 19 novembre - João Guimarães Rosa, scrittore, medico e diplomatico brasiliano (n. 1908)
- 19 novembre - Karl-Gustaf Vingqvist, ginnasta svedese (n. 1883)
- 20 novembre - Vittorio Genovesi, gesuita e poeta italiano (n. 1887)
- 20 novembre - Raffaele Merloni, politico e avvocato italiano (n. 1907)
- 21 novembre - Ciriaco Del Pozzo, politico e medico italiano (n. 1905)
- 21 novembre - Bruno Leoni, filosofo, giurista e politologo italiano (n. 1913)
- 21 novembre - Florence Reed, attrice statunitense (n. 1883)
- 22 novembre - Suzanne Bing, attrice, traduttrice e pedagogista francese (n. 1885)
- 22 novembre - Mario De Renzi, architetto e urbanista italiano (n. 1897)
- 22 novembre - Guy Holmes, calciatore inglese (n. 1905)
- 22 novembre - Melchiorre Luise, basso italiano (n. 1896)
- 23 novembre - Otto Erich Deutsch, musicologo austriaco (n. 1883)
- 24 novembre - Guido Grilli, pittore e illustratore italiano (n. 1905)
- 24 novembre - Rusty Saunders, cestista e giocatore di baseball statunitense (n. 1906)
- 24 novembre - Arthur Shirley, attore, regista e sceneggiatore australiano (n. 1886)
- 25 novembre - Erich Dunskus, attore tedesco (n. 1890)
- 25 novembre - Heinz Hilpert, attore, regista e direttore teatrale tedesco (n. 1890)
- 25 novembre - Giorgio Levi Della Vida, orientalista e storico delle religioni italiano (n. 1886)
- 25 novembre - Ossip Zadkine, scultore russo (n. 1890)
- 26 novembre - Leonid Michajlovič Lavrovskij, coreografo, ballerino e direttore artistico russo (n. 1905)
- 26 novembre - Albert Warner, produttore cinematografico statunitense (n. 1884)
- 27 novembre - Giacomo Belotti, pittore italiano (n. 1887)
- 27 novembre - Léon M'ba, politico gabonese (n. 1902)
- 27 novembre - Ettore Panizza, compositore e direttore d'orchestra argentino (n. 1875)
- 27 novembre - Giuseppe Totti, calciatore italiano (n. 1920)
- 29 novembre - Marten von Barnekow, cavaliere tedesco (n. 1900)
- 29 novembre - Giovanni Favoino di Giura, avvocato, giornalista e scrittore italiano (n. 1885)
- 29 novembre - Vladimir Konstantinovič Konovalov, ammiraglio sovietico (n. 1911)
- 29 novembre - Theo Marcuse, attore statunitense (n. 1920)
- 29 novembre - Ferenc Münnich, politico ungherese (n. 1886)
- 30 novembre - Harry Duggan, calciatore irlandese (n. 1903)
- 30 novembre - Ebba Holm, pittrice e incisore danese (n. 1889)
- 30 novembre - Patrick Kavanagh, poeta e scrittore irlandese (n. 1904)
- 30 novembre - Giosea di Waldeck e Pyrmont, generale e principe tedesco (n. 1896)

## Dicembre(85)
- 1º dicembre - Cholín, calciatore spagnolo (n. 1906)
- 1º dicembre - Ferenc Szilágyi, esperantista e scrittore ungherese (n. 1895)
- 2 dicembre - Mario Bettinotti, politico e giornalista italiano (n. 1884)
- 2 dicembre - Phyllis Johnson, pattinatrice artistica su ghiaccio britannica (n. 1886)
- 2 dicembre - Max Neufeld, regista, attore e sceneggiatore austriaco (n. 1887)
- 2 dicembre - Agostino Salvietti, attore italiano (n. 1882)
- 2 dicembre - Francis Joseph Spellman, cardinale e arcivescovo cattolico statunitense (n. 1889)
- 3 dicembre - Hermann Walter Gotthold Frenzel, medico e docente tedesco (n. 1895)
- 3 dicembre - Annette Kolb, scrittrice tedesca (n. 1870)
- 4 dicembre - Pierre Jeanneret, architetto, designer e urbanista svizzero (n. 1896)
- 4 dicembre - Daniel Jones, linguista britannico (n. 1881)
- 4 dicembre - Bert Lahr, attore statunitense (n. 1895)
- 4 dicembre - Algeri Marino, ingegnere italiano (n. 1894)
- 4 dicembre - Angiolo Orvieto, poeta italiano (n. 1869)
- 4 dicembre - Sarah Padden, attrice inglese (n. 1881)
- 4 dicembre - Oswald Rothaug, giurista tedesco (n. 1897)
- 4 dicembre - Luigi di Borbone-Parma, principe (n. 1899)
- 5 dicembre - Giuseppe Lugli, archeologo italiano (n. 1890)
- 5 dicembre - Mariano Rosati, politico italiano (n. 1879)
- 6 dicembre - Óscar Diego Gestido, politico uruguaiano (n. 1901)
- 6 dicembre - Béla Schick, pediatra ungherese (n. 1877)
- 6 dicembre - Arie van der Velden, velista olandese (n. 1881)
- 7 dicembre - House Peters, attore inglese (n. 1880)
- 7 dicembre - George Tessier, storico, archivista e diplomatista francese (n. 1891)
- 8 dicembre - Paul Castanet, mezzofondista francese (n. 1880)
- 8 dicembre - Robert Henry Lawrence, aviatore statunitense (n. 1935)
- 9 dicembre - Johan Lauritzen, calciatore norvegese (n. 1891)
- 9 dicembre - John O'Brien, arbitro di pallacanestro, dirigente sportivo e dirigente d'azienda statunitense (n. 1888)
- 9 dicembre - Warwick Ward, attore e produttore cinematografico britannico (n. 1891)
- 10 dicembre - Joel W. Bunkley, ammiraglio statunitense (n. 1887)
- 10 dicembre - Armand Lenoir, ciclista su strada belga (n. 1884)
- 10 dicembre - Otis Redding, cantante statunitense (n. 1941)
- 11 dicembre - Howard Freeman, attore statunitense (n. 1899)
- 11 dicembre - Victor de Sabata, direttore d'orchestra e compositore italiano (n. 1892)
- 12 dicembre - Thomas Bamford, calciatore gallese (n. 1905)
- 12 dicembre - Luigi Burlando, allenatore di calcio, calciatore e pallanuotista italiano (n. 1899)
- 12 dicembre - Giovanni Orgera, politico italiano (n. 1894)
- 13 dicembre - Valerija Barsova, soprano sovietico (n. 1892)
- 13 dicembre - Olaf Ruud, calciatore norvegese (n. 1892)
- 15 dicembre - Francesco Verlengia, bibliotecario italiano (n. 1890)
- 16 dicembre - Eugène Pollet, ginnasta francese (n. 1886)
- 16 dicembre - Antonio Riberi, cardinale e arcivescovo cattolico italiano (n. 1897)
- 16 dicembre - Enrico Sailis, politico e giurista italiano (n. 1899)
- 17 dicembre - Pietro Leo, politico e storico italiano (n. 1887)
- 19 dicembre - Bruno Gemelli, politico e militare italiano (n. 1895)
- 19 dicembre - Francesco Geraci, partigiano e politico italiano (n. 1889)
- 19 dicembre - Harold Holt, politico australiano (n. 1908)
- 19 dicembre - Carmen Melis, soprano italiano (n. 1885)
- 19 dicembre - Samoilă Mârza, fotografo romeno (n. 1886)
- 20 dicembre - Arturo Capdevila, scrittore e poeta argentino (n. 1889)
- 20 dicembre - Félicien Courbet, pallanuotista belga (n. 1888)
- 21 dicembre - Stuart Erwin, attore statunitense (n. 1903)
- 21 dicembre - Louis Washkansky, sportivo lituano (n. 1912)
- 21 dicembre - Walter Weiss, generale tedesco (n. 1890)
- 23 dicembre - Mario Corte, attore, regista e doppiatore italiano (n. 1878)
- 23 dicembre - Nicola Galdo, avvocato e politico italiano (n. 1917)
- 23 dicembre - Aurelio Lenzi, discobolo e pesista italiano (n. 1891)
- 23 dicembre - David McLean, calciatore scozzese (n. 1890)
- 23 dicembre - Marie Noël, poetessa francese (n. 1883)
- 23 dicembre - Alfredo Pacini, cardinale italiano (n. 1888)
- 23 dicembre - Angela Piskernik, ambientalista e botanica slovena (n. 1886)
- 23 dicembre - Kaaren Verne, attrice tedesca (n. 1918)
- 24 dicembre - Louis Rathke, ginnasta e multiplista statunitense (n. 1883)
- 25 dicembre - Amerigo Dumini, militare italiano (n. 1894)
- 25 dicembre - Alessandro Monteleone, pittore e scultore italiano (n. 1897)
- 26 dicembre - Kjell Pettersen, calciatore norvegese (n. 1912)
- 27 dicembre - Martin Flavin, scrittore e drammaturgo statunitense (n. 1883)
- 27 dicembre - Percy Hodge, siepista e mezzofondista britannico (n. 1890)
- 27 dicembre - Josef Madlener, pittore tedesco (n. 1881)
- 27 dicembre - Friedrich Pfister, filologo e archeologo tedesco (n. 1883)
- 27 dicembre - Enrico Sacchetti, pittore, illustratore e scrittore italiano (n. 1877)
- 27 dicembre - Julius Schaub, generale tedesco (n. 1898)
- 27 dicembre - Gastone Serloreti, criminale di guerra e ufficiale italiano (n. 1905)
- 28 dicembre - Jenő Löwy, allenatore di calcio e calciatore ungherese (n. 1905)
- 28 dicembre - Katharine McCormick, attivista e filantropa statunitense (n. 1875)
- 28 dicembre - Mária Németh, soprano ungherese (n. 1897)
- 28 dicembre - Andrés Tuduri, calciatore spagnolo (n. 1898)
- 29 dicembre - Harry Fisher, cestista, giocatore di baseball e allenatore di pallacanestro statunitense (n. 1882)
- 29 dicembre - Aage Høy-Petersen, velista danese (n. 1898)
- 29 dicembre - Karel Meijer, pallanuotista olandese (n. 1884)
- 29 dicembre - Paul Whiteman, direttore d'orchestra statunitense (n. 1890)
- 30 dicembre - Vincent Massey, avvocato, diplomatico e politico canadese (n. 1914)
- 31 dicembre - August Becker, chimico e militare tedesco (n. 1900)
- 31 dicembre - Gino Biasi, architetto, pittore e scultore italiano (n. 1928)
- 31 dicembre - Dore Hoyer, ballerina e coreografa tedesca (n. 1911)

## Senza giorno specificato(65)
- Evarist Basiana i Arbiell, vignettista e pittore spagnolo (n. 1893)
- Frank Beresford, pittore britannico (n. 1881)
- Antonio Bernabéu, calciatore e avvocato spagnolo (n. 1890)
- Max Braun, tiratore di fune statunitense (n. 1883)
- Adalgisa Rossi, attrice italiana (n. 1883)
- Elvia Carrillo Puerto, attivista e politica messicana (n. 1878)
- Gino Cervesi, ingegnere italiano (n. 1900)
- Ralph Vary Chamberlin, zoologo e aracnologo statunitense (n. 1879)
- Fiorenzo Clauser, politico e medico italiano (n. 1897)
- Nicola Collarile, aviatore italiano (n. 1895)
- Alfonso Cuomo, dirigente sportivo italiano (n. 1901)
- Carmine D'Arienzo, militare italiano (n. 1897)
- Nino Daniele, giornalista italiano (n. 1888)
- Mario De Simoni, calciatore italiano (n. 1887)
- Guillermo Douglas, canottiere uruguaiano (n. 1909)
- Wim van Eck, calciatore olandese (n. 1893)
- Romildo Etcheverry, calciatore paraguaiano (n. 1906)
- Neri Farina Cini, imprenditore e politico italiano (n. 1878)
- Giovanni Frangipane, alpinista, velocista e calciatore italiano (n. 1902)
- Manlio Gabrielli, generale, diplomatico e scrittore italiano (n. 1892)
- Sergej Mitrofanovič Gorodeckij, poeta russo (n. 1884)
- Harold Gresley, pittore inglese (n. 1892)
- Gwyn Griffin, romanziere inglese (n. 1922)
- José Imbelloni, antropologo, etnologo e paleontologo italiano (n. 1885)
- Harry Ivarson, regista e sceneggiatore norvegese (n. 1892)
- Hans Jakob, esperantista tedesco (n. 1891)
- William Frederick Koch, medico e imprenditore statunitense (n. 1885)
- Alois Kwietek, calciatore austriaco (n. 1888)
- Charles Lewis, calciatore inglese (n. 1886)
- Wladimiro Malatesti, karateka italiano (n. 1908)
- Nallo Mazzocchi Alemanni, economista, agronomo e urbanista italiano (n. 1889)
- Hans Joachim Moser, musicologo tedesco (n. 1889)
- Eugene Mullin, sceneggiatore e regista statunitense (n. 1894)
- Christopher Okigbo, poeta nigeriano (n. 1932)
- Peppi Paci, poeta italiano (n. 1890)
- Achille Patitucci, giornalista e illustratore italiano (n. 1903)
- George Pattullo, scrittore e sceneggiatore canadese (n. 1879)
- Fred Paul, regista, attore e sceneggiatore britannico (n. 1880)
- Massimo Pellicano, scrittore, giornalista e pittore italiano (n. 1896)
- Carlo Petra di Caccuri, generale italiano (n. 1883)
- Amalia Popper, traduttrice italiana (n. 1891)
- Alfredo Premoli, architetto italiano (n. 1876)
- Gustavo Pulitzer-Finali, architetto, urbanista e designer italiano (n. 1887)
- Orlando Rampolli, partigiano italiano
- Almerico Ribera, enciclopedista italiano (n. 1877)
- Douglas Ritchie, giornalista britannico (n. 1905)
- Giuseppe Rivani, architetto e restauratore italiano (n. 1894)
- Raffaele Rivolo, calciatore italiano (n. 1905)
- Angelo Rizzuto, fotografo statunitense (n. 1906)
- Ferdinando Rocco, magistrato italiano (n. 1881)
- Eugenio Salvarani, architetto e urbanista italiano (n. 1925)
- Sidney Sanders, calciatore inglese (n. 1890)
- Ignazio Secchi, chitarrista italiano (n. 1907)
- Aleksej Sergeevič Seleznëv, scacchista e compositore di scacchi russo (n. 1888)
- Carlo Socrate, pittore e scenografo italiano (n. 1889)
- Andy Straden, calciatore statunitense (n. 1897)
- Kārlis Tīls, calciatore e allenatore di calcio lettone (n. 1906)
- Vittorio Tonolli, limnologo italiano (n. 1913)
- Giuseppe Turino, calciatore italiano (n. 1914)
- Emily Valentine, infermiera britannica (n. 1878)
- Xu Zhen, storico cinese (n. 1898)
- Luiza Zavloschi, insegnante e politica rumena (n. 1887)
- Mishka Ziganoff, musicista ucraino (n. 1889)
- Thamir bin Sa'ud Al Sa'ud, principe e militare saudita (n. 1927)
- Lajos Áprily, poeta ungherese (n. 1887)